# Epidapus gracillimus
Epidapus gracillimus är en tvåvingeart som beskrevs av Werner Mohrig 1992. Epidapus gracillimus ingår i släktet Epidapus och familjen sorgmyggor.
Artens utbredningsområde är Spanien. Inga underarter finns listade i Catalogue of Life.